# ロナルド・ベリサリオ
ロナルド・J・ベリサリオ（Ronald J. Belisario , 1982年12月31日 - ）は、ベネズエラ・マラカイ出身の元プロ野球選手（投手）。右投右打。

## 経歴

### マーリンズ傘下時代
1999年8月2日にフロリダ・マーリンズと契約。
2001年は傘下のルーキー級ガルフ・コーストリーグ・マーリンズでプロデビュー。13試合に登板し、4勝6敗・防御率2.34だった。
2002年はA級ケーンカウンティ・クーガーズで23試合に登板し、6勝5敗・防御率3.46だった。
2003年はA級グリーンズボロ・バッツとA+級ジュピター・ハンマーヘッズでプレー。A+級ジュピターでは6試合に登板し、1勝2敗・防御率4.91だった。オフの11月20日にマーリンズとメジャー契約を結び、40人枠入りを果たした。
2004年2月21日にマーリンズと1年契約に合意。3月18日にAA級カロライナ・マドキャッツへ異動し、開幕を迎えた。AA級カロライナでは15試合に登板し、3勝5敗・防御率5.55だった。8月からルーキー級ガルフ・コーストリーグでプレー後、A+級ジュピターへ異動し、リリーフへ転向。6試合に登板した。
2005年はトミー・ジョン手術を行い、シーズンを全休した。
2006年もシーズンを全休した。結局2年間登板のないまま、オフの10月15日にFAとなった。

### パイレーツ傘下時代
2006年11月9日にピッツバーグ・パイレーツとマイナー契約を結んだ。
2007年はA+級リンチバーグ・ヒルキャッツで開幕を迎え、19試合に登板し、0勝3敗4セーブ・防御率4.46だった。7月にAA級アルトゥーナ・カーブへ昇格。18試合に登板し、1勝0敗・防御率3.28だった。オフの11月20日にパイレーツとメジャー契約を結び、40人枠入りした。
2008年3月10日にAA級アルトゥーナへ異動し、開幕を迎えた。この年はAA級アルトゥーナで38試合に登板し、4勝4敗9セーブ・防御率4.74だった。オフの10月30日にFAとなった。

### ドジャース時代
2009年2月9日にロサンゼルス・ドジャースとマイナー契約を結んだ。スプリングトレーニングでは、4試合に登板し、6イニングを無失点に抑え、開幕当日の4月6日にドジャースとメジャー契約を結び、開幕ロースター入りした。4月7日のサンディエゴ・パドレス戦で4番手として登板し、メジャーデビュー。1回を無安打無失点1奪三振に抑えた。その後はセットアッパーとして定着したが、7月8日に右肘の故障で15日間の故障者リスト入りした。その後、8月8日に復帰した。この年は69試合に登板し、4勝3敗・防御率2.04だった。
2010年3月26日に制限リスト入りし、4月20日に復帰した。しかし7月7日に再び制限リストに入り、8月8日に復帰した。理由は「個人的なこと」とされ、詳細は明かされなかった。この年は59試合に登板し、3勝1敗2セーブ、防御率5.04だった。
2011年はコカイン使用が発覚して就労ビザが発行されず、3月2日にドジャースと1年契約に合意したが、同日に制限リスト入りした。結局この年は未登板に終わった。オフの12月21日にMLB機構から25試合の出場停止処分が発表された。
2012年5月3日に出場停止処分が解かれ、5月5日のシカゴ・カブス戦で復帰した。その後はフル回転し、約1ヶ月のロスがありながらチーム最多の68試合に登板。8勝1敗1セーブ・防御率2.54だった。
2013年1月18日にドジャースと1年契約に合意。開幕前の3月に第3回WBCのベネズエラ代表に選出された。シーズンでは6月11日のアリゾナ・ダイヤモンドバックス戦で乱闘騒ぎが起こり、ベリサリオは1試合の出場停止処分を受け、6月14日の試合を欠場した。この年は自己最多の77試合に登板し、5勝7敗1セーブ・防御率3.97だった。オフの12月2日にノンテンダーFAとなった。

### ホワイトソックス時代
2013年12月19日にシカゴ・ホワイトソックスと300万ドルの1年契約を結んだ。
2014年は62試合に登板し、4勝8敗8セーブ・防御率5.56だった。オフの11月20日に戦力外となり、26日に傘下のAAA級シャーロット・ナイツへ降格。28日にFAとなった。

### レイズ時代
2015年1月29日にトロント・ブルージェイズとマイナー契約で合意するが身体検査で破談となった。2月2日にタンパベイ・レイズとマイナー契約を結んだ。6月17日にメジャー契約となり25人枠入りしたが、6試合に登板し、投球回6・自責点7・防御率7.88の成績で7月2日に戦力外となった。4日にFAとなった。

### レッドソックス傘下時代
2015年7月16日にボストン・レッドソックスとマイナー契約を結んだ。8月2日に解雇となる。オフはベネズエラのウィンターリーグでプレー。

### メキシカンリーグ時代
2017年2月16日、メキシカンリーグのユカタン・ライオンズと契約。

## 選手としての特徴
水準級の地球誘導能力を誇り、最高100マイルに迫った90マイル中盤のハードシンカーを主武器として使う投手だ。

## 詳細情報

### 年度別投手成績
| 年 度    | 球 団    | 登 板 | 先 発 | 完 投 | 完 封 | 無 四 球 | 勝 利 | 敗 戦 | セ 丨 ブ | ホ 丨 ル ド | 勝 率 | 打 者 | 投 球 回 | 被 安 打 | 被 本 塁 打 | 与 四 球 | 敬 遠 | 与 死 球 | 奪 三 振 | 暴 投 | ボ 丨 ク | 失 点 | 自 責 点 | 防 御 率 | W H I P |
| -------- | -------- | ----- | ----- | ----- | ----- | -------- | ----- | ----- | -------- | ----------- | ----- | ----- | -------- | -------- | ----------- | -------- | ----- | -------- | -------- | ----- | -------- | ----- | -------- | -------- | ------- |
| 2009     | LAD      | 69    | 0     | 0     | 0     | 0        | 4     | 3     | 0        | 12          | .571  | 299   | 70.2     | 52       | 4           | 29       | 7     | 6        | 64       | 4     | 0        | 21    | 16       | 2.04     | 1.15    |
| 2010     | LAD      | 59    | 0     | 0     | 0     | 0        | 3     | 1     | 2        | 16          | .750  | 233   | 55.1     | 52       | 6           | 19       | 4     | 3        | 38       | 4     | 1        | 31    | 31       | 5.04     | 1.28    |
| 2012     | LAD      | 68    | 0     | 0     | 0     | 0        | 8     | 1     | 1        | 23          | .889  | 286   | 71.0     | 47       | 3           | 29       | 4     | 4        | 69       | 1     | 0        | 22    | 20       | 2.54     | 1.07    |
| 2013     | LAD      | 77    | 0     | 0     | 0     | 0        | 5     | 7     | 1        | 21          | .417  | 300   | 68.0     | 72       | 3           | 28       | 10    | 5        | 49       | 3     | 0        | 34    | 30       | 3.97     | 1.47    |
| 2014     | CWS      | 62    | 0     | 0     | 0     | 0        | 4     | 8     | 8        | 12          | .333  | 292   | 66.1     | 78       | 4           | 18       | 7     | 5        | 47       | 2     | 0        | 46    | 41       | 5.56     | 1.45    |
| 2015     | TB       | 6     | 0     | 0     | 0     | 0        | 0     | 0     | 0        | 0           | ----  | 36    | 8.0      | 8        | 0           | 4        | 1     | 0        | 6        | 3     | 0        | 7     | 7        | 7.88     | 1.50    |
| MLB：6年 | MLB：6年 | 341   | 0     | 0     | 0     | 0        | 24    | 20    | 12       | 84          | .545  | 1446  | 339.1    | 309      | 20          | 127      | 33    | 23       | 273      | 17    | 1        | 161   | 145      | 3.85     | 1.28    |

- 2018年度シーズン終了時

### 背番号
- 54 (2009年 - 2010年、2013年途中 - 2014年)
- 51 (2012年 - 2013年途中)
- 56 (2015年)

### 代表歴
- 2013 ワールド・ベースボール・クラシック・ベネズエラ代表